# 1575

## Събития
- 8 февруари – Вилхелм Орански основава Лайденския университет.
- 13 февруари – Анри III е коронован за крал на Франция.
- 15 декември – Стефан Батори става крал на Полша.

неизвестна дата
- Абрахам Ортелий е назначен за географ на краля на Испания Филип II.
- Епидемия от бубонна чума във Венеция.

## Родени
- Якоб Бьоме, немски философ
- 5 март – Уилям Отред, английски математик
- 25 юли – Кристоф Шайнер, немски астроном
- 4 ноември – Гуидо Рени, италиански художник

## Починали
- 21 февруари – Клод Валоа, херцогиня на Лотарингия